# John Arne Riise
John Arne Riise (phát âm tiếng Việt như là: Giôn Ác-nơ Ri-xê) tên đầy đủ là John Arne Semundseth Riise (sinh ngày 24 tháng 9 năm 1980 tại Ålesund, Na Uy) là một cựu cầu thủ bóng đá người Na Uy chơi ở vị trí hậu vệ cánh trái. Riise có thời kỳ huy hoàng khi chơi ở giải Premier League dưới màu áo của Liverpool trước khi chuyển sang Roma vào 2008.

## Dưới màu áo của Liverpool
John Arne Riise là cầu thủ đầu tiên ký hợp đồng với Liverpool vào một ngày hè năm 2001, anh chuyển sang từ Monaco với giá là 4 triệu bảng Anh, lúc đó anh đang khoác áo đội U21 của Na Uy.
Ngay trận đầu tiên chơi cho Liverpool, anh đã ghi một bàn thắng đẹp trong trận tranh Siêu cúp với câu lạc bộ Bayern Munich. Trận đấu đó Liverpool đã thắng 3-2 và giành cúp. Sau đó anh cũng có một quả đá phạt đáng nhớ trận Liverpool thắng Manchester United 3-1 ngay tại Anfield.
Tổng cộng anh đã ghi 8 bàn ngay trong mùa giải đầu tiên anh chơi tại Anfield, trong đó có hai bàn trong trận Liverpool thắng 5-0 trước câu lạc bộ Ipswich Town trong ngày thi đấu cuối cùng của mùa giải.
Dù vậy anh cũng đã có những tháng ngày khó khăn khi 35 trận liền anh không ghi được bàn thắng nào mùa giải 2003/04.
Tiếp đến Riise đã ký hợp đồng mới vào năm 2002 và sau đó anh gia hạn hợp đồng tới năm 2009. Nhưng sau trận thua Chelsea trong trận đấu ở Cúp C1 năm 2008, do sai lầm chết người của mình, anh đã phải ra đi.

## Thống kê sự nghiệp

### Câu lạc bộ
Tính đến 8 tháng 5 năm 2016
| Thành tích câu lạc bộ | Thành tích câu lạc bộ | Thành tích câu lạc bộ | VĐQG           | VĐQG           | Cúp quốc gia     | Cúp quốc gia     | Cúp Liên đoàn              | Cúp Liên đoàn              | Cúp châu lục | Cúp châu lục | Tổng cộng | Tổng cộng |
| Câu lạc bộ            | Mùa giải              | Hạng đấu              | Số trận        | Số bàn         | Số trận          | Số bàn           | Số trận                    | Số bàn                     | Số trận      | Số bàn       | Số trận   | Số bàn    |
| Na Uy                 | Na Uy                 | Na Uy                 | VĐQG           | VĐQG           | Norwegian Cup    | Norwegian Cup    | Cúp liên đoàn              | Cúp liên đoàn              | Cúp châu Âu  | Cúp châu Âu  | Tổng cộng | Tổng cộng |
| --------------------- | --------------------- | --------------------- | -------------- | -------------- | ---------------- | ---------------- | -------------------------- | -------------------------- | ------------ | ------------ | --------- | --------- |
| Aalesund              | 1997                  | First Division        | 8              | 1              | —                | —                | —                          | —                          | —            | —            | 8         | 1         |
| Aalesund              | 1998                  | First Division        | 17             | 4              | —                | —                | —                          | —                          | —            | —            | 17        | 4         |
| Aalesund              | Tổng cộng             | Tổng cộng             | 25             | 5              | —                | —                | —                          | —                          | —            | —            | 25        | 5         |
| Pháp                  | Pháp                  | Pháp                  | Ligue 1        | Ligue 1        | Cúp bóng đá Pháp | Cúp bóng đá Pháp | Cúp Liên đoàn bóng đá Pháp | Cúp Liên đoàn bóng đá Pháp | Cúp châu Âu  | Cúp châu Âu  | Tổng cộng | Tổng cộng |
| AS Monaco             | 1998–99               | Division 1            | 7              | 0              | 0                | 0                | 0                          | 0                          | 1            | 0            | 8         | 0         |
| AS Monaco             | 1999–00               | Division 1            | 21             | 1              | 0                | 0                | 0                          | 0                          | 6            | 1            | 27        | 2         |
| AS Monaco             | 2000–01               | Division 1            | 16             | 3              | 0                | 0                | 2                          | 0                          | 2            | 0            | 20        | 3         |
| AS Monaco             | Tổng cộng             | Tổng cộng             | 44             | 4              | 0                | 0                | 2                          | 0                          | 9            | 1            | 55        | 5         |
| Anh                   | Anh                   | Anh                   | Premier League | Premier League | Cúp FA           | Cúp FA           | Cúp Liên đoàn bóng đá Anh  | Cúp Liên đoàn bóng đá Anh  | Cúp châu Âu  | Cúp châu Âu  | Tổng cộng | Tổng cộng |
| Liverpool             | 2001–02               | Premier League        | 38             | 7              | 2                | 0                | 0                          | 0                          | 15           | 1            | 55        | 8         |
| Liverpool             | 2002–03               | Premier League        | 37             | 6              | 3                | 0                | 4                          | 0                          | 11           | 0            | 55        | 6         |
| Liverpool             | 2003–04               | Premier League        | 28             | 0              | 1                | 0                | 2                          | 0                          | 4            | 0            | 35        | 0         |
| Liverpool             | 2004–05               | Premier League        | 37             | 6              | 0                | 0                | 5                          | 1                          | 15           | 1            | 57        | 8         |
| Liverpool             | 2005–06               | Premier League        | 32             | 1              | 6                | 3                | 0                          | 0                          | 12           | 0            | 50        | 4         |
| Liverpool             | 2006–07               | Premier League        | 33             | 1              | 1                | 0                | 1                          | 1                          | 11           | 2            | 46        | 4         |
| Liverpool             | 2007–08               | Premier League        | 29             | 0              | 2                | 0                | 2                          | 0                          | 8            | 0            | 41        | 0         |
| Liverpool             | Tổng cộng             | Tổng cộng             | 234            | 21             | 15               | 3                | 14                         | 2                          | 76           | 4            | 339       | 30        |
| Ý                     | Ý                     | Ý                     | Serie A        | Serie A        | Cúp bóng đá Ý    | Cúp bóng đá Ý    | League Cup                 | League Cup                 | Cúp châu Âu  | Cúp châu Âu  | Tổng cộng | Tổng cộng |
| Roma                  | 2008–09               | Serie A               | 31             | 2              | 3                | 0                | —                          | —                          | 8            | 0            | 42        | 2         |
| Roma                  | 2009–10               | Serie A               | 36             | 5              | 3                | 0                | —                          | —                          | 11           | 2            | 50        | 7         |
| Roma                  | 2010–11               | Serie A               | 32             | 0              | 4                | 0                | —                          | —                          | 5            | 0            | 41        | 0         |
| Roma                  | Tổng cộng             | Tổng cộng             | 99             | 7              | 10               | 0                | —                          | —                          | 24           | 2            | 133       | 9         |
| Anh                   | Anh                   | Anh                   | Premier League | Premier League | Cúp FA           | Cúp FA           | Cúp Liên đoàn bóng đá Anh  | Cúp Liên đoàn bóng đá Anh  | Cúp châu Âu  | Cúp châu Âu  | Tổng cộng | Tổng cộng |
| Fulham                | 2011–12               | Premier League        | 36             | 0              | 0                | 0                | 0                          | 0                          | 5            | 0            | 41        | 0         |
| Fulham                | 2012–13               | Premier League        | 31             | 0              | 1                | 0                | 0                          | 0                          | 0            | 0            | 32        | 0         |
| Fulham                | 2013–14               | Premier League        | 20             | 0              | 2                | 0                | 3                          | 0                          | 0            | 0            | 25        | 0         |
| Fulham                | Tổng cộng             | Tổng cộng             | 87             | 0              | 3                | 0                | 3                          | 0                          | 5            | 0            | 98        | 0         |
| Cyprus                | Cyprus                | Cyprus                | VĐQG           | VĐQG           | Cypriot Cup      | Cypriot Cup      | Super Cup                  | Super Cup                  | Cúp châu Âu  | Cúp châu Âu  | Tổng cộng | Tổng cộng |
| APOEL                 | 2014–15               | First Division        | 25             | 4              | 4                | 2                | —                          | —                          | 1            | 0            | 30        | 6         |
| APOEL                 | Tổng cộng             | Tổng cộng             | 25             | 4              | 4                | 2                | —                          | —                          | 1            | 0            | 30        | 6         |
| Ấn Độ                 | Ấn Độ                 | Ấn Độ                 | VĐQG           | VĐQG           | -                | -                | -                          | -                          | -            | -            | Tổng cộng | Tổng cộng |
| Delhi Dynamos         | 2015                  | Indian Super League   | 15             | 1              | —                | —                | —                          | —                          | —            | —            | 15        | 1         |
| Delhi Dynamos         | Tổng cộng             | Tổng cộng             | 15             | 1              | —                | —                | —                          | —                          | —            | —            | 15        | 1         |
| Na Uy                 | Na Uy                 | Na Uy                 | Tippeligaen    | Tippeligaen    | Norwegian Cup    | Norwegian Cup    | Cúp liên đoàn              | Cúp liên đoàn              | Cúp châu Âu  | Cúp châu Âu  | Tổng cộng | Tổng cộng |
| Aalesund              | 2016                  | Tippeligaen           | 10             | 0              | 3                | 1                | —                          | —                          | —            | —            | 13        | 1         |
| Aalesund              | Tổng cộng             | Tổng cộng             | 10             | 0              | 3                | 1                | —                          | —                          | —            | —            | 13        | 1         |
| Tổng cộng sự nghiệp   | Tổng cộng sự nghiệp   | Tổng cộng sự nghiệp   | 514            | 41             | 32               | 5                | 19                         | 2                          | 115          | 7            | 680       | 55        |

### Đội tuyển quốc gia
| Đội tuyển bóng đá quốc gia Na Uy | Đội tuyển bóng đá quốc gia Na Uy | Đội tuyển bóng đá quốc gia Na Uy |
| Năm                              | Số lần ra sân                    | Số bàn thắng                     |
| -------------------------------- | -------------------------------- | -------------------------------- |
| 2000                             | 7                                | 1                                |
| 2001                             | 4                                | 0                                |
| 2002                             | 9                                | 2                                |
| 2003                             | 11                               | 0                                |
| 2004                             | 10                               | 0                                |
| 2005                             | 10                               | 2                                |
| 2006                             | 6                                | 0                                |
| 2007                             | 11                               | 2                                |
| 2008                             | 8                                | 1                                |
| 2009                             | 9                                | 4                                |
| 2010                             | 7                                | 1                                |
| 2011                             | 8                                | 1                                |
| 2012                             | 8                                | 2                                |
| 2013                             | 2                                | 0                                |
| Tổng cộng                        | 110                              | 16                               |

## Danh hiệu
Monaco
- Division 1: 1999–2000[3]
- Trophée des Champions: 2000[4]

Liverpool
- FA Cup: 2005–06
- Football League Cup: 2002–03
- FA Community Shield: 2001, 2006
- UEFA Champions League: 2004–05
- UEFA Super Cup: 2001, 2005

APOEL
- Cypriot First Division: 2014–15
- Cypriot Cup: 2014–15